# Oncometopia cordillerensis
Oncometopia cordillerensis är en insektsart som beskrevs av Emmrich 1975. Oncometopia cordillerensis ingår i släktet Oncometopia och familjen dvärgstritar. Inga underarter finns listade i Catalogue of Life.